# Papp Mihály (gazdálkodó)
Papp Mihály (Nagykapos, Ung vármegye, 1883 – ?) magyar gazdálkodó, községi bíró, országgyűlési képviselő.

## Élete
1883-ban született régi köznemesi családban, református vallásban. Öt elemi iskolát végzett, majd önképzéssel tanult tovább. 1924-ben, mint a Magyar Nemzeti Párt tagját községi bíróvá választották Nagykaposon, attól fogva több mint másfél évtizeden át töltötte be ezt a posztot.
A cseh megszállás kezdetétől (a trianoni döntést követő időszaktól) tagja és alelnöke volt az elszakított felvidéki területeken létrejött Országos Magyar Kisgazdapártnak, amely néhány évvel később Magyar Nemzeti Párttá alakult át; utóbbiban 1927-ben körzeti járási elnökké választották meg.
1935-ben csehszlovákiai országgyűlési képviselővé választották a kassai választókerületben, majd a következő évben az Egyesült Magyar Párt érsekújvári nagygyűlésén a párt „százas” és „ötvenes” bizottságának is tagja lett.
A csehek felvidéki kivonulása után a Magyar Nemzeti Tanács járási elnöke lett, majd a belügyminiszter miniszteri megbízottá nevezte ki. Ugyancsak tagja lett Ung vármegye törvényhatósági bizottságának is. 1939 márciusában a kormányzó, a felvidéki magyarság érdekében kifejtett munkája elismeréseként magyar arany érdemkeresztben tüntette ki; ugyanabban az évben meghívást kapott a magyar országgyűlésbe is, a felvidéki képviselők sorába.